# Renata Frisson
Cristina Célia Antunes Batista, (Balneário Camboriú, 22 de novembro de 1986) mais conhecida como Mulher Melão ou Renata Frisson, é uma cantora, dançarina e atriz brasileira. Ela surgiu no cenário funk logo após o carnaval de 2008, quando saiu como sereia em um carro alegórico da Vila Isabel. Foi escolhida como princesa da Gaviões da Fiel, em São Paulo, e como rainha da bateria da Lins Imperial, no Rio de Janeiro. Seu apelido se deu pelos seus seios fartos. É adepta da prática do topless. Já posou nua para as revistas Playboy, em 2011, e Sexy, em 2016 e 2017.

## Biografia
Nascida e criada em Santa Catarina, Renata era estudante de Direito e modelo, mas largou tudo e foi tentar a sorte no Rio de Janeiro. Está na mídia desde quando apareceu desfilando no carnaval do Rio de Janeiro mostrando seus atributos e depois passou a ser conhecida no mundo do funk por ser dançarina de MC Frank e depois em sua própria carreira solo. Recebeu o nome de Mulher Melão do radialista Tino Júnior. Fez diversas participações em programas de TV das grandes emissoras e vários shows por todo o Brasil.
Em 2010, ela fez uma participação especial na novela Passione, da Rede Globo, contracenando com Reynaldo Gianecchini. "Fiquei impressionada com Gianecchini, além de um ator fenomenal é dono de uma beleza incomparável. É encantador, muito simpático e trata a todos com muito carinho e respeito", disse ela. Na cena, ela interpretou uma secretária que atendia o galã no escritório de um despachante. No mesmo ano, foi candidata a deputada estadual pelo Partido Humanista da Solidariedade (PHS) para a Assembleia Legislativa do Rio de Janeiro, mas não conseguiu ser eleita.
Em 1 de janeiro de 2011, Mulher Melão lançou o sucesso "Você Quer?", escrito por Cristina Célia Antunes Batista (Mulher Melão) e MC Decão, com auxílio de produção do DJ Dedé, que ficou conhecida logo após que foi executada no programa humorístico Pânico na TV, em abril de 2011. A canção fala sobre mulheres que gostam de ser sustentadas pelos homens. A música conseguiu uma enorme repercussão em programas de televisão e em vários outros meios de comunicações. Além do grande sucesso no Brasil, no exterior também se tornou reconhecida, foi dançada pelos atores Sung Kang e Tyrese Gibson e pelo ator americano Ashton Kutcher. Após uma visita que fez ao Brasil, ele postou na sua página oficial do seu blog no Twitter o refrão da canção: "você, você, você...", logo em seguida, apareceu em alguns vídeos dançando a canção.
Em 2015, passou a estrelar o "Meninas do Dan", quadro do late-night talk show The Noite com Danilo Gentili, do SBT, ao lado de Geisy Arruda, Inês Brasil e Dona Irene. Nesse quadro, eles comentavam as notícias do dia com bom humor.
Em 26 de dezembro de 2017, Mulher Melão foi obrigada a apagar todas as suas fotos do seu perfil no Instagram, com mais de 1 milhão de seguidores, para investir ainda mais na carreira de cantora. "Até agora a ficha não caiu. Doeu muito apagar minhas fotos. Parece que estou com um vazio dentro de mim. Só que isso tudo tem um motivo: estou mais focada que nunca na minha carreira como cantora e não vou medir esforços para dar certo", disse ao jornal Extra.
Em 2018, ela chegou a ser sondada para participar do reality show A Fazenda, da RecordTV, junto com Andressa Urach, mas ambas negaram os rumores.
Em 2020, sofreu um aborto espontâneo, quando estava prestes a completar três meses de gravidez.
Em abril de 2021, entre para o site OnlyFans e afirma que com o site conseguiu ser milionária.

## Televisão
| Ano  | Título                       | Papel                              | Notas             |
| ---- | ---------------------------- | ---------------------------------- | ----------------- |
| 2010 | Passione                     | Atendente de um escritório         | Rede Globo        |
| 2010 | Game Show                    | Ela mesma (Equipe Laranja)         | Rede Record       |
| 2012 | Cante se Puder               | Ela mesma (Equipe Vermelha)        | SBT               |
| 2013 | Agora é Tarde                | Ela mesma (convidada)              | Rede Bandeirantes |
| 2015 | Os Suburbanos                | Cavala                             | Multishow         |
| 2015 | The Noite com Danilo Gentili | Ela mesma (Quadro: Meninas do Dan) | SBT               |

## Música
| Ano  | Single                                                  | Gravadora       |
| ---- | ------------------------------------------------------- | --------------- |
| 2011 | "Você Quer? (Você, Você, Você, Você, Você, Você Quer?)" | Mc decao        |
| 2016 | "Destruidora"                                           | Universal Music |
| 2017 | "Novinho de 23"                                         | Independente    |
| 2017 | "Ele Fica Louco" (feat. DJ Anderson França)             | Independente    |
| 2018 | "360 Graus"                                             | Universal Music |
| 2018 | "Se Mete Comigo" (feat. Darthdake)                      | Independente    |